# Endostilbum cerasi
Endostilbum cerasi är en svampart som först beskrevs av Bourdot & Galzin, och fick sitt nu gällande namn av Malençon 1964. Endostilbum cerasi ingår i släktet Endostilbum, divisionen sporsäcksvampar och riket svampar.   Inga underarter finns listade i Catalogue of Life.